# Chepén
Chepén é uma cidade do Peru, situada na região de La Libertad. Capital da  província homônima, sua população em 2017 foi estimada em 37.466 habitantes.